# Lygosoma lanceolatum
Lygosoma lanceolatum är en ödleart som beskrevs av  Donald G. Broadley 1990. Lygosoma lanceolatum ingår i släktet Lygosoma och familjen skinkar. Inga underarter finns listade i Catalogue of Life.